# 为了智利团结

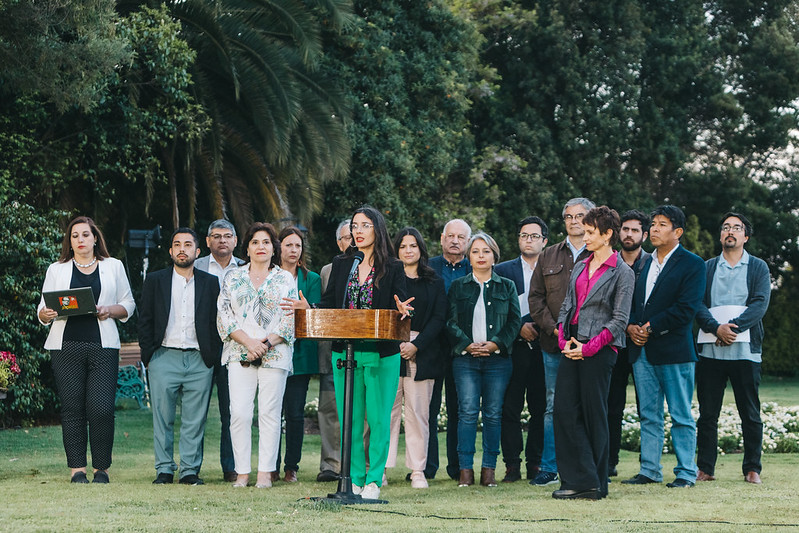
2022年11月6日，执政联盟领导人在塞罗·卡斯蒂略宫宣布成立政府联盟。

为了智利团结（西班牙語：Unidad por Chile）是智利的一个政党联盟。2022年11月6日，在智利总统加夫列尔·博里奇召集执政联盟内的政党领袖、议员和官员于塞罗·卡斯蒂略宫举行会议后，宣布建立一个名为“政府联盟”的非正式联盟。
该联盟最初由两个支持博里奇竞选总统并参加其政府的联盟（赞成尊严和民主社会主义）的成员党组成。该联盟设立1名轮值发言人，首任发言人是智利社会党主席保利娜·沃达诺维奇。
2025年5月，该联盟正式成立，取名为“为了智利团结”。6月29日，在2025年为了智利团结总统初选中，智利共产党成员珍妮特·哈拉获胜，将作为该联盟提名的总统候选人参加2025年智利大选。

## 组成
- 民主社会主义（英语：Democratic Socialism (Chile)）
  - 争取民主党
  - 智利社会党
  - 智利激进党（英语：Radical Party of Chile (2018)）
  - 智利自由党（英语：Liberal Party of Chile (2013)）
- 智利共产党
- 社会绿色地区主义联盟（英语：Social Green Regionalist Federation）
- 人文主义行动
- 广泛阵线